# Systropus sallei
Systropus sallei är en tvåvingeart som först beskrevs av Costa 1864.  Systropus sallei ingår i släktet Systropus och familjen svävflugor. Inga underarter finns listade i Catalogue of Life.